# Monkton (Kent)
Monkton es una parroquia civil y un pueblo del distrito de Thanet, en el condado de Kent (Inglaterra).

## Geografía
Según la Oficina Nacional de Estadística británica, Monkton tiene una superficie de 9,59 km².

## Demografía
Según el censo de 2001, Monkton tenía 669 habitantes (48,58% varones, 51,42% mujeres) y una densidad de población de 69,76 hab/km². El 16,14% eran menores de 16 años, el 74,59% tenían entre 16 y 74 y el 9,27% eran mayores de 74. La media de edad era de 43,4 años. Del total de habitantes con 16 o más años, el 19,25% estaban solteros, el 66,49% casados y el 14,26% divorciados o viudos.
El 93,89% de los habitantes eran originarios del Reino Unido. El resto de países europeos englobaban al 2,53% de la población, mientras que el 3,58% había nacido en cualquier otro lugar. Según su grupo étnico, el 98,95% eran blancos, el 0,45% negros y el 0,6% de cualquier otro salvo mestizos, asiáticos y chinos. El cristianismo era profesado por el 84,78%, el islam por el 0,75% y cualquier otra religión, salvo el budismo, el hinduismo, el judaísmo y el sijismo, por el 0,45%. El 7,91% no eran religiosos y el 6,12% no marcaron ninguna opción en el censo.
310 habitantes eran económicamente activos, 292 de ellos (94,19%) empleados y 18 (5,81%) desempleados. Había 283 hogares con residentes, 15 vacíos y 5 eran alojamientos vacacionales o segundas residencias.